# Damiano Margutti
Damiano Margutti (né le 17 mars 1986, à Ferrare) est un coureur cycliste italien, actif dans les années 2000 et 2010.

## Biographie
Dans les catégories de jeunes, Damiano Margutti s'illustre en remportant plus de 160 courses. Il s'impose également à cinq reprises entre 2008 et 2009 chez les amateurs. Après ses performances, il passe professionnel en 2010 au sein de l'équipe Androni Giocattoli-Serramenti PVC Diquigiovanni. L'année suivante, il évolue au sein de la formation De Rosa-Ceramica Flaminia. Il n'obtient cependant aucun résultat notable durant cette période. 

## Palmarès

### Par année
- 2007
  - 2e de la Coppa Collecchio
  - 3e du Giro della Valsesia
- 2008
  - Coppa Belricetto
  - Giro della Provincia di Pesaro e Urbino
  - Freccia dei Vini
  - 2e du Mémorial Antonio Davitto
- 2009
  - Trofeo Broglia Marzé Quintino
  - 3e étape du Giro delle Valli Cuneesi
  - 2e du championnat d'Italie des élites sans contrat

### Classements mondiaux
| Année           | 2007 |
| --------------- | ---- |
| UCI Europe Tour | 967e |